# Cupido magnipuncta
Cupido magnipuncta är en fjärilsart som beskrevs av Tutt 1909. Cupido magnipuncta ingår i släktet Cupido och familjen juvelvingar. Inga underarter finns listade i Catalogue of Life.